# Nordcert
Nordcert är ett certifieringsföretag (certifieringsorgan) som genom certifiering ger tillverkare av byggprodukter rätt att märka sina produkter med något av märkena SBS, BBC eller att CE-märka dem. Det de utfärdade certifieringarna gäller är betong och armering i olika former, och stål och svetsning i olika former. Nordcert utger även personcertifieringarna CA Betong, CA Stål och Certifierad stålbyggnadskonstruktör CSK.
SBS-märket utfärdades från 1971 av Svensk Byggstålkontroll AB och BBC-märket utfärdades från 1993 av Betong och Ballast Certifiering AB, fram till 2001 då dessa båda slogs samman till Nordcert som nu utfärdar dessa märke. SBS- och BBC-märkena som står för att Boverkets och Trafikverkets krav är uppfyllda, det vill säga att de svenska myndighetskraven på byggprodukter är uppfyllda, vad gäller byggstål respektive ballast.
Nordcert är anmält som kompetent organ till EU, Nordcerts märke är CE/1505. Det som rätt att CE-märka kan utfärdas för är sådant som rör stål och betong i byggsammanhang.
Nordcert ägs av två ideella stiftelser och samarbetar med bland andra Sveriges Tekniska Forskningsinstitut och Stålbyggnadsinstitutet.